# ویلهلم فون هومبولت
فریدریش ویلهلم کریستین کارل فردیناند فون هومبولت (۲۲ ژوئن ۱۷۶۷ – ۸ آوریل ۱۸۳۵) زبان‌شناس، دیپلمات و فیلسوف آلمانی و بنیان‌گذار دانشگاه هومبولت بود.

## زندگی و اندیشه
هومبولت در ۱۷۶۷ در نزدیکی‌های برلین متولد شد. برادرش الکساندر فون هومبولت دانشمند و کاشف مشهوری بود، اما ویلهلم حقوق، ادبیات باستان و فلسفه خواند. او مدتی در نظام قضایی خدمت کرد و بعد به جنوا رفت و در آنجا به مطالعهٔ علوم انسانی و هنر پرداخت و در حوزه‌هایی مختلفی از جمله زیبایی‌شناسی، ادبیات، فلسفه و مردم‌شناسی، قلم زد. وارد حلقه‌های دیپلماتیک و سیاسی شد و با شیلر و گوته رابطهٔ نزدیکی برقرار کرد. در نهایت هومبولت تمرکز خود را بر مطالعات زبان‌شناختی گذاشت و به‌طور مشخص به مسائل هرمنوتیک علاقه‌مند شد.
تمام آثاری که او در مورد شعر و ادبیات و زبان نوشت تأثیر سرنوشت‌سازی بر هرمنوتیک گذاشت. علاوه بر این، هومبولت همانند معاصران خود به این آگاهی رسید که مطالعهٔ تاریخ به دلیل محتوای اومانیستی آن ضرورت دارد. همین توجهات سبب شد تا هرمنوتیک در نوشته‌های تأثیرگذار تاریخی او محور قرار بگیرد و نظرات تأثیرگذاری در این زمینه مطرح کند. هومبولت پیوند جدایی‌ناپذیری بین سرشت آدمی و زبان و ساختار درونی ذهن برقرار می‌کند. او باورهای مشترکی با هم‌عصران خود در این حوزه همانند شلایرماخر، دبلیو. شلینگ، اف. شلینگ و نوالیس در مورد دیدگاه‌های عمومی زبان‌شناختی رمانتیک داشت و در فلسفهٔ زبان خود برخی از نظرات شلایرماخر را اخذ کرد. او در کتاب درآمدی بر زبان‌کاوی که بعد از مرگ در ۱۸۳۶ منتشر شد، استدلال می‌کند فهم از سرشت ذاتی زبانی آدمی سرچشمه می‌گیرد و خود فهم قابلیتی درونی و ذاتی و نه بیرونی است.